# 경주 교동 석등
경주 교동 석등(慶州 校洞 石燈)은 대한민국 경상북도 경주시에 있는 석등이다. 1985년 8월 5일 경상북도의 문화재자료 제10호로 지정되었다.

## 개요
널찍이 마련된 8각의 바닥돌 위에 서 있는 석등이다.
보통 석등은 불을 밝혀두는 화사석(火舍石)을 중심으로, 아래에는 3단의 받침을 두고 위로는 지붕들과 머리장식을 올리는데, 이 석등은 화사석과 지붕돌을 두지 않은 독특한 모습이다. 즉, 받침부분은 아래받침돌 ·가운데기둥·윗받침돌로 이루어져 있고, 그 위로는 마치 윗받침돌을 작게 줄인 듯한 2개의 연꽃받침이 각각 짧은 기둥을 갖추어 놓여 있다.
바닥돌은 옆의 여덟면마다 구름을 닮은 안상(眼象)을 2개씩 얕게 새겼다. 2단으로 이루어진 아래받침돌은 사각으로 이루어진 아랫단의 각 면마다 3구씩의 불상을 조각하였고, 높직한 8각을 이루는 윗단은 연꽃무늬를 둘렀다. 길쭉한 8각 기둥 위에 놓인 윗받침돌은 아래받침돌과 대칭되는 연꽃무늬를 장식해 놓았다. 위로 올라갈수록 규모가 줄어들고 있는 두 개의 연꽃받침 역시 밑면에 연꽃무늬를 조각해 두었다. 꼭대기에는 꽃봉오리 모양을 한 머리장식이 남아 있으나, 옆으로 살짝 비뚤어졌다.

## 참고 자료
- 경주 교동 석등 - 국가유산청 국가유산포털